# Midwayinseln

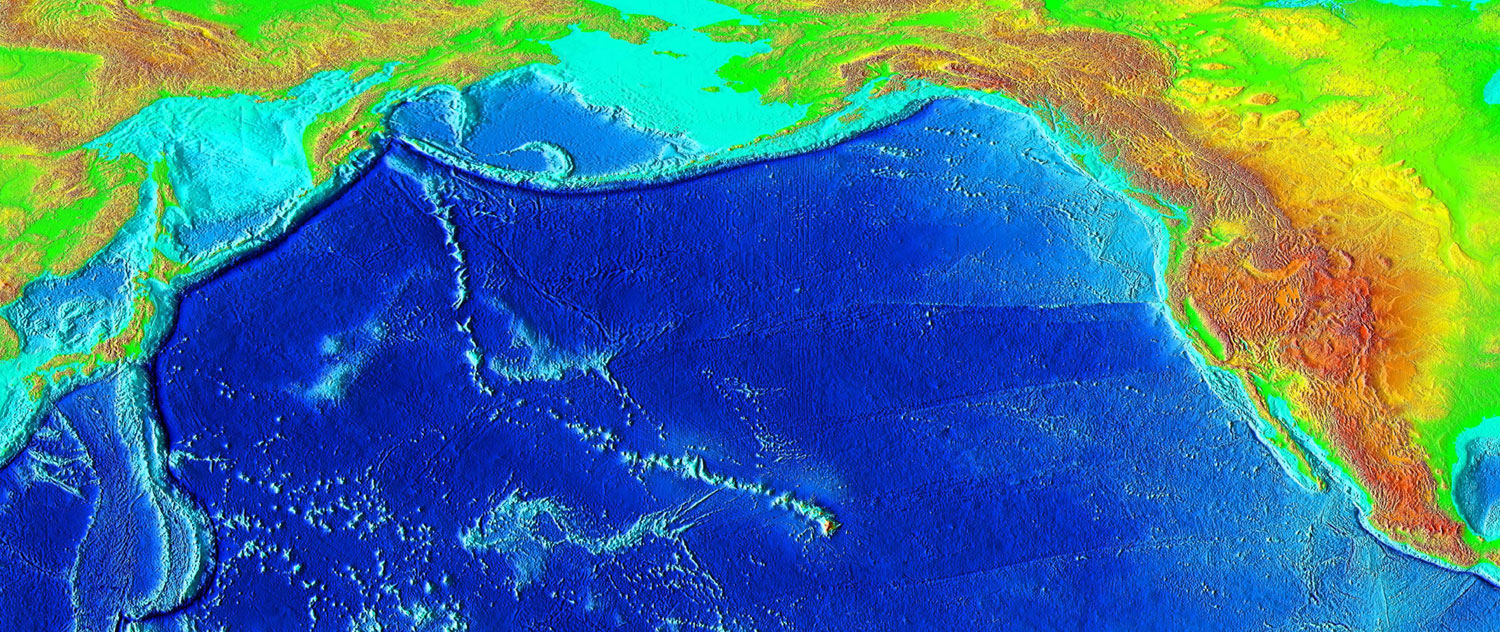
Hawaii-Emperor-Kette (Mitte)

Die Midwayinseln, auch bekannt als Midway-Atoll (hawaiisch: Pihemanu, englisch Midway Islands oder Midway Atoll [ˈmɪdweɪ]), sind ein Atoll im nördlichen Pazifik, das als „nicht inkorporiertes Territorium“ zu den Außengebieten der Vereinigten Staaten gehört und für statistische Zwecke den United States Minor Outlying Islands zugeordnet wird.

## Geographie
Die Inseln liegen etwa auf einem Drittel des Wegs von Honolulu nach Tokio und etwa in der Mitte zwischen Kalifornien und Japan, daher der Name. Von der Insel Hawaii sind sie etwa 2400 km entfernt. Das Midway-Atoll ist Teil der Hawaii-Emperor-Inselkette, die sich von Hawaii bis zu den Aleuten erstreckt. Midway besteht aus einem ringförmigen Korallenriff mit einem Durchmesser von ungefähr 10 km und zwei Hauptinseln, Sand Island und Eastern Island, sowie mehreren kleinen Eilanden, die Hunderttausenden von Seevögeln als Brutstätte dienen. Die Gesamtfläche der Inseln beträgt etwa 6,2 km², die des gesamten Atolls inklusive Lagune und Riffkranz etwa 83 km².
| Sand Island    | 4,86  |
| Eastern Island | 1,35  |
| Spit Island    | 0,02  |
| Sand Islet     |       |
| Midway Atoll   | 6,23  |
| Lagune         | 60,00 |

Karte des Atolls

Das Atoll ist geographisch ein Teil der Nordwestlichen Hawaii-Inseln, gehört aber nicht zum US-Bundesstaat Hawaii. Die Midwayinseln sind – wie alle Inseln des Archipels – vulkanischen Ursprungs. Sie gehören zu den nördlichsten noch die Meeresoberfläche erreichenden Erhebungen der Inseln und Seamounts der Hawaii-Emperor-Kette.
Die Midwayinseln liegen in der Zeitzone UTC−11.

## Bevölkerung
Ursprünglich unbesiedelt, haben die Inseln heute etwa 40 Einwohner, zumeist wissenschaftliches Personal, jedoch keine permanente Bevölkerung. 1978 waren es noch bis zu 2300, meist Militär- und Zivilangestellte des Marinestützpunktes der United States Navy.

## Geschichte

Inoffizielle Flagge der Midwayinseln

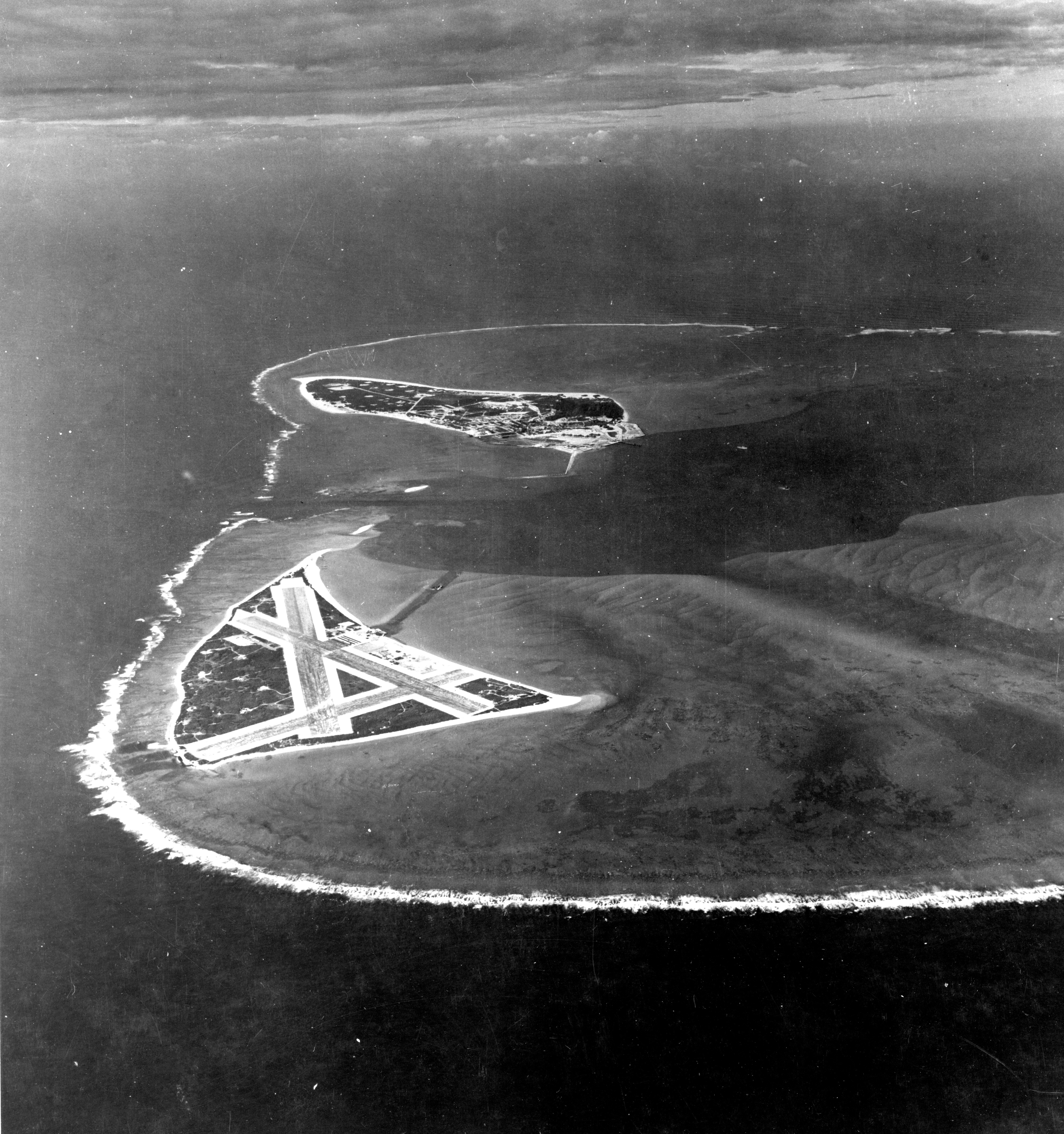
Das Midway-Atoll (1941)

Die Midwayinseln wurden am 5. Juli 1859 vom Kapitän der Gambia, N. C. Brooks, entdeckt und am 28. August 1867 von den USA unter Berufung auf den Guano Islands Act annektiert, also 30 Jahre vor den anderen Hawaiʻi-Inseln. Sie dienten zunächst hauptsächlich als Station auf dem Weg von Kalifornien nach Japan. 1903 wurde Midway Zwischenstation des transpazifischen Kabels der Commercial Pacific Cable Company. Nach Beschwerden über japanische Fischer unterstanden die Inseln ab 1903 dem US-Marineministerium. Ab 1935 nutzte die Pan American Airways Midway als Zwischenlandestation für ihre Flugboote vom Typ Martin M-130. 1940 wurde ein Luftwaffenstützpunkt der US Navy eingerichtet.
Bekannt wurden die Inseln durch die Schlacht um Midway (4. bis 7. Juni 1942), die zwischen Japan und den USA als eine der entscheidenden Schlachten während des Pazifikkriegs im Zweiten Weltkrieg ausgetragen wurde. Japan verlor vier Flugzeugträger und musste den Versuch, Midway zu besetzen, abbrechen. Von 1943 bis 1945 war Midway ein bedeutender U-Boot-Stützpunkt. Im Koreakrieg und im Vietnamkrieg wurde Midway als Zwischenlandestation für Transportmaschinen genutzt.
Mit dem Ende des Vietnamkriegs und durch die Einführung von Aufklärungssatelliten und atomgetriebenen U-Booten schwand die militärische Bedeutung der Inseln für die Vereinigten Staaten. Als Folge davon wurde der Betrieb des Luftwaffenstützpunkts im September 1993 eingestellt; das letzte Personal der US-Marine verließ nach Aufräumungsarbeiten das Atoll im Juni 1997.
Bereits 1988, noch unter der Verwaltung durch die US Navy, wurde das Gebiet zum National Wildlife Refuge erklärt. Am 31. Oktober 1996 wurde mit einem präsidialen Erlass die Kontrolle über das Atoll dem U.S. Fish and Wildlife Service des US-Innenministeriums übertragen, der es seitdem als Midway Island National Wildlife Refuge verwaltet. Seit 2006 sind die Inseln Bestandteil des Papahānaumokuākea Marine National Monument. Es wird auch etwas Tourismus zugelassen. Die Landebahnen auf Eastern Island sind verfallen, während der Flughafen auf Sand Island – Henderson Field (IATA: MDY, ICAO: PMDY) – weiterhin als Notlandeplatz auch für große Verkehrsflugzeuge, die den Pazifik nach ETOPS-Regeln überqueren, unterhalten wird. So konnte am 12. Juli 2014 eine Boeing 777 der US-Fluggesellschaft United Airlines mit 348 Menschen an Bord auf Midway notlanden, nachdem während des Fluges von Honolulu zur Insel Guam im Cockpit Brandgeruch aufgetreten war.

## Fauna

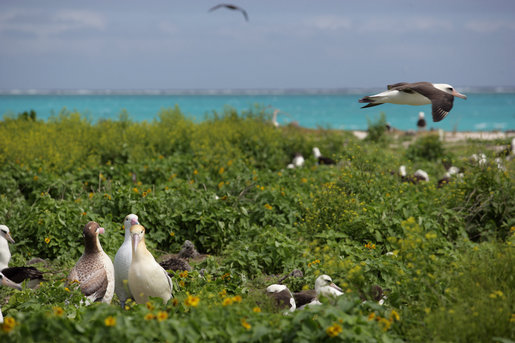
Albatrosse auf Midway

Die Laysanalbatrosse und Schwarzfußalbatrosse auf Midway bevölkern die gesamten Inseln und leben in unmittelbarer Nachbarschaft mit den menschlichen Inselbewohnern. Die beiden deutschen Tierfilmer Hans Schweiger und Ernst Arendt haben ihnen in ihrem Film „Landung frei für Albatrosse“ ein Denkmal gesetzt. Unter anderem zeigen sie, wie Albatrosse von der Start- und Landebahn des Flugplatzes „gesammelt“ wurden, bevor ein Flugzeug starten konnte.
2004 wurden auf den Midwayinseln 42 Laysanenten ausgewildert. Diese extrem seltene Entenart kam seit mindestens 1834 nur noch auf der kleinen Insel Laysan vor. 1930 lebten nur noch ein Weibchen und mehrere Männchen, allerdings kam es zu einer sehr starken Bestandserholung, nachdem auf der Insel der Guanoabbau eingestellt, die Insel vollständig verlassen und zum Vogelschutzgebiet erklärt worden war. Zu Beginn der 1990er Jahre kamen bereits wieder mehr als 800 Individuen in freier Wildbahn vor. 1993 führten jedoch eine extreme Dürre und ein Ausbruch von Botulismus zu einem erneuten Bestandseinbruch auf 83 Individuen. Um die Gefahr solch starker Bestandseinbrüche durch lokale Ereignisse zukünftig zu verringern, wurden im Jahre 2004 42 Laysanenten auf die Midwayinseln umgesiedelt. Die Umsiedlung erwies sich als erfolgreich. Bereits in der ersten Brutzeit schlüpften mehr als 50 Küken.
1963 wurde auf Sand Island ein Sturmtaucher entdeckt, der erst 2011 als die neue Art Midwaysturmtaucher beschrieben wurde.
Die Midwayinseln liegen am Rande des Pazifischen Müllstrudels. Der Plastikmüll im Meer bedroht die Meerestiere ebenso wie die Vögel unmittelbar. Der Film "Albatross" von Chris Jordan nimmt sich dieser Problematik an und der Trailer dieses Films erreichte seit 2012, der Film selbst seit 2017 eine breite internationale Öffentlichkeit. Der Fokus dieses Films liegt darin, den starken Kontrast zwischen der ruhigen Schönheit der Natur sowie der durch Menschen verursachten Vermüllung, die zu einem andauernden Tiersterben führt, aufzuzeigen.